# Мала Лодіна
Мала Лодіна (словац. Malá Lodina) — село в окрузі Кошиці-околиця Кошицького краю Словаччини. Площа села 38,34 км². Станом на 31 грудня 2016 року в селі проживало 173 жителі.

## Історія
Перші згадки про село датуються 1386 роком.

## Географія
Поруч розташоване водосховище Мала Лодіна.

## Населення
| Рік:            | 1994. | 2004.   | 2014.   | 2024.    |
| --------------- | ----- | ------- | ------- | -------- |
| Кількість осіб: | 197   | 186     | 175     | 222      |
| Різниця:        |       | -5,58 % | -5,91 % | +26,85 % |

| Рік:            | 2023. | 2024.   |
| --------------- | ----- | ------- |
| Кількість осіб: | 221   | 222     |
| Різниця:        |       | +0,45 % |